# Rytigynia uhligii
Rytigynia uhligii とはアカネ科の木本の一種である。東アフリカの森林地帯に分布する。

## 分布
ブルンジ、ケニア、タンザニア、マラウイ、モザンビーク、ジンバブエに自生する。

## 生態
ケニアでは標高1050-2400メートル地帯の乾燥林あるいはやや湿潤な森林において見られ、特に孤立した丘の頂上の林に生えていることが多い。
またモザンビークのソファラ州ゴロンゴサ山南西斜面の森林下層でも採取されている。

## 特徴
高さ1-9メートル（13メートルの場合も）の低木あるいは高木で、樹皮は滑らかである。
葉は対生の楕円形か卵形で基部が楔形あるいは円形、先端が先鋭形で2-11×1-6センチメートル、明らかなダニ室を除けば平滑である。
花は緑がかった白色もしくは緑がかった黄色で、1-2個の花が集散花序となり、花冠筒は4.5-5.5ミリメートル、裂片は長さ約2ミリメートルである。
果実は青黒色で丸く、9-10ミリメートルである。

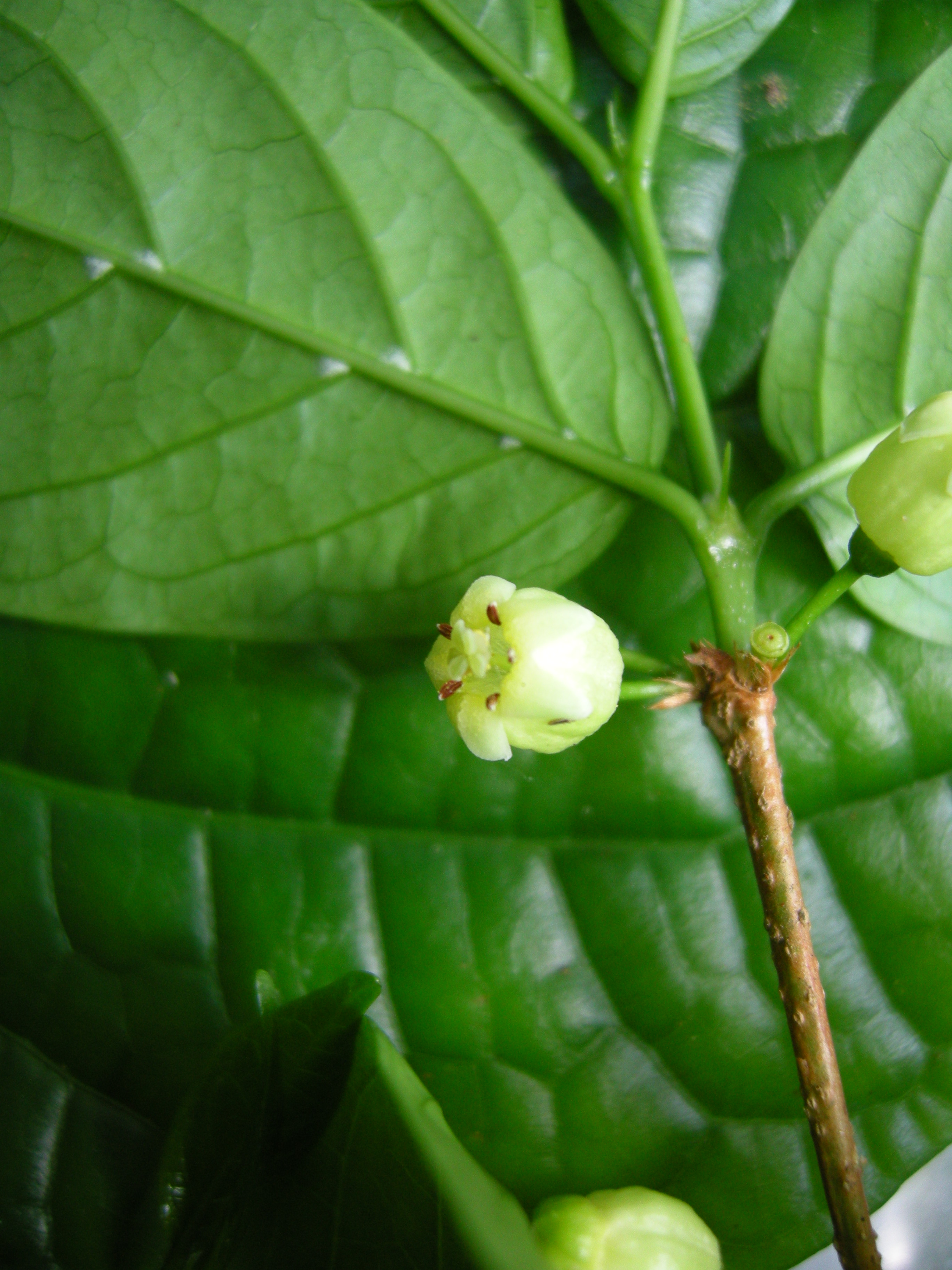
タンザニアのウサンバラ山地（英語版）西部で採取された Rytigynia uhligii の標本。

## 利用
果実は食べることができる。ケニアでは材が家屋の建造に用いられる。またタンザニア北東部の東ウサンバラ（East Usambara）では長時間燃やす薪にするため森林から調達される樹木の一つとして確認されている（現地語名は ntuavuha）。

## 諸言語における呼称
ケニア:
- キクユ語: mũbirũbirũ（モビロビロ）- ただしこの名称は同じアカネ科の Canthium oligocarpum subsp. friesiorum（シノニム: Rytigynia friesiorum）も指す[6]。